# Diócesis de Labuan Bajo
La diócesis de Labuan Bajo (en indonesio: Keuskupan Labuan Bajo) es una circunscripción eclesiástica de la Iglesia católica en Indonesia. Se trata de una diócesis latina, sufragánea de la arquidiócesis de Ende. Desde el 21 de junio de 2024 su obispo electo es Maksimus Regus en espera de la inauguración de la diócesis.

## Territorio y organización
La diócesis tiene 3141 km² y extiende su jurisdicción sobre los fieles católicos de rito latino residentes en la regencia de Manggarai Occidental de la provincia de Islas menores de la Sonda orientales.
La sede de la diócesis se encuentra en la ciudad de Labuan Bajo, ubicada en la isla de Flores, en donde se halla la Catedral del Espíritu Santo.
En 2024 en la diócesis existían 25 parroquias.

## Historia
La diócesis fue erigida el 21 de junio de 2024 por el papa Francisco, obteniendo el territorio de la diócesis de Ruteng.

## Estadísticas
Según el Boletín de la Santa Sede que anunció la erección de la diócesis, a mediados de 2024 la diócesis tenía un total de 215 270 fieles bautizados.
| Año                                                                                   | Población            | Población | Población      | Sacerdotes | Sacerdotes    | Sacerdotes    | Bautizados por sacerdote | Diáconos permanentes | Religiosos | Religiosos | Parroquias |
| Año                                                                                   | Bautizados católicos | Total     | % de católicos | Total      | Clero secular | Clero regular | Bautizados por sacerdote | Diáconos permanentes | Varones    | Mujeres    | Parroquias |
| ------------------------------------------------------------------------------------- | -------------------- | --------- | -------------- | ---------- | ------------- | ------------- | ------------------------ | -------------------- | ---------- | ---------- | ---------- |
| 2024                                                                                  | 215 270              | 275 903   | 78.0           | 90         | 67            | 23            | 2391                     |                      | 42         | 78         | 25         |
| Fuente: Catholic-Hierarchy, que a su vez toma los datos del Boletín de la Santa Sede. |                      |           |                |            |               |               |                          |                      |            |            |            |

## Episcopologio
- Maksimus Regus, desde el 21 de junio de 2024